# Oxytropis halleri
Espèce
Oxytropis halleri, l'Oxytrope de Haller, est une espèce de plantes à fleurs de la famille des Fabaceae et de la sous-famille des Faboideae. C'est une plante herbacée trouvée dans les Alpes et les Pyrénées.

## Description

### Appareil végétatif
C'est une plante haute de 5 à 15 cm aux feuilles composées, généralement imparipennées, de 17 à 23 folioles soyeuses. 

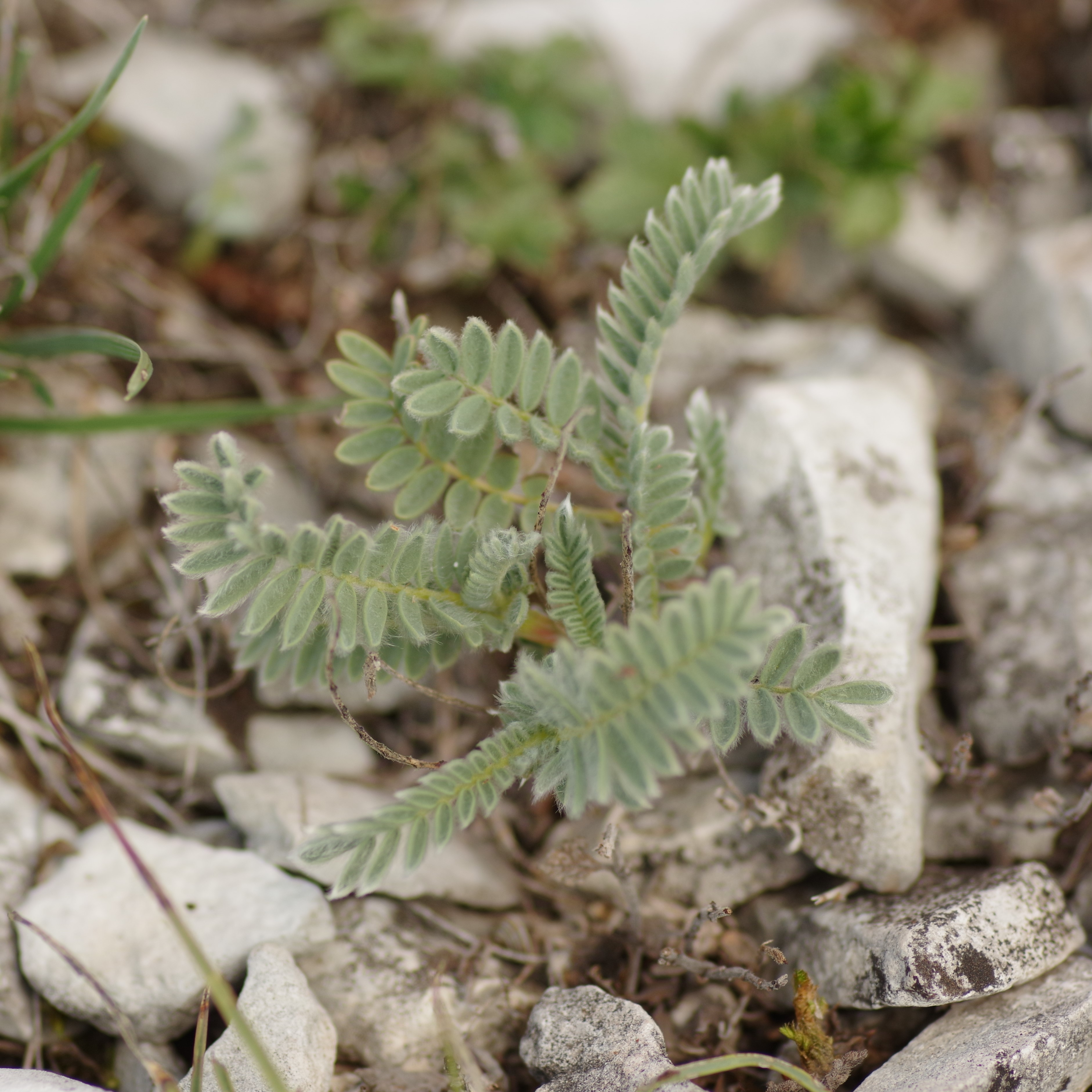
Oxytropis halleri sur une corniche calcaire.

### Appareil reproducteur
La floraison a lieu de juin à août. Les fleurs violettes bleutées sont disposées en grappe qui s'allonge lors de la floraison.
Le fruit est une gousse de 15 à 20 mm.

## Distribution
L'espèce a une répartition subalpine à alpine. En France, on la trouve dans le sud des Alpes et dans les Pyrénées centrales et orientales.

## Habitat
On trouve l'espèce sur les pelouses sèches, rocailleuses et les éboulis.